# Kumano Hongū Taisha
Kumano Hongū Taisha (in giapponese 熊 野 本 宮 大 社) è un santuario shintoista situato a Tanabe, nella prefettura di Wakayama, sulle montagne della penisola di Kii, in Giappone.
Originariamente era situato su un banco di sabbia alla confluenza del fiume Kumano e del fiume Otonashi. Nel 1889 fu parzialmente distrutto da un'alluvione e nel 1891 gli edifici del santuario rimanenti furono trasferiti nell'attuale sito. Dei cinque padiglioni originali solo tre furono ricostruiti.